# Stenbukkens vendekreds
Stenbukkens vendekreds er en betegnelse for Solens sydlige vendekreds.
Stenbukkens vendekreds har fået sit navn, fordi solen på navngivningstidspunktet stod i stjernebilledet Stenbukken ved vintersolhverv.
Stenbukkens vendekreds er beliggende på 23° 27' sydlig bredde og går gennem følgende lande fra nulmeridianen mod vest:
Brasilien, Paraguay, Argentina, Chile, Fransk Polynesien, Tonga, Australien, Madagaskar, Mozambique, Sydafrika, Botswana, Namibia.
| Geografi/geologi | Spire Denne artikel om geografi er en spire som bør udbygges. Du er velkommen til at hjælpe Wikipedia ved at udvide den. |

23°26′12″S 0°00′00″Ø / 23.43669°S 0°Ø